# 大怪獸卡美拉
《大怪獸卡美拉》是1965年上映的日本電影，卡美拉系列電影的第一部，也是全系列中唯一以黑白拍攝的作品。

## 登場怪獸
- 卡美拉

## 演員
- 日高教授：船越英二
- 山本京子：霧立はるみ
- 青柳攝影師：山下洵一郎
- 桜井俊夫：内田喜郎
- 桜井信代（俊夫之姐）：姿美千子
- 桜井（俊夫之父）：北原義郎
- 村瀬教授：浜村純
- 愛斯基摩人的老酋長：吉田義夫
- 民眾中的老爺爺：左卜全
- 自衛隊司令官：北城寿太郎
- 美軍基地司令官：藤山浩二
- 美軍基地雷達負責人：大川修
- ちどり丸船長：小山内淳
- 魚兼の主人（俊夫の叔父）：中田勉
- 主播：森矢雄二
- 防衛庁長官：大山健二
- 民眾中的老奶奶：村田扶美子

## 製作人員
- 導演：湯浅憲明
- 企画：斉藤米二郎
- 編劇：高橋二三
- 美術・特攝美術：井上章
- 特殊攝影：築地米三郎
- 音樂：山内正